# 1829年の相撲
1829年の相撲（1829ねんのすもう）は、1829年の相撲関係のできごとについて述べる。

## できごと
4月24日（旧3月21日）、文政の大火が発生。これにより、開催中の江戸相撲2月場所が打ち切られた。

## 興行
- 2月場所（江戸相撲）[1]
  - 興行場所:本所回向院
  - 3月11日（旧2月7日）より晴天10日興行
    - 文政の大火により、7日目で打ち切り。
- 7月場所（大坂相撲）[1]
  - 興行場所:難波新地
  - 8月23日（旧7月23日）より興行
- 8月場所（京都相撲）[1]
  - 興行場所:四条河原
  - 晴天10日間興行
- 9月場所（大坂相撲）[1]
  - 興行場所:難波新地
- 10月場所（江戸相撲）[2]
  - 興行場所:本所回向院
  - 11月18日（旧10月22日）より晴天10日間興行